# Kyjov (zámek)
Zámek Kyjov se nachází v centru města Kyjov v okrese Hodonín. Jednopatrový renesanční zámek vznikl kolem roku 1540 a je zřejmě nejstarší budovou města. V současnosti je sídlem Vlastivědného muzea. Zámek je chráněn jako kulturní památka.

## Historie
Původním majitelem Kyjova byl premonstrátský klášter Hradisko, který nechal pro správce statku vybudovat tvrz, jižně od současného zámku. Tvrz zanikla před polovinou 16. století. Kyjovský statek od kláštera v roce 1538 pronajal a o rok později zakoupil Jan Kuna z Kunštátu. Ten nechal následně na svahu pod kostelem, nedaleko zbytků původní tvrze, zbudovat renesanční zámek, dokončený kolem roku 1540. Jan Kuna téhož roku zemřel a jeho synové statek i se zámkem roku 1544 prodali Janu Kryštofu Kropáčovi z Nevědomí. Kyjov se však v roce 1548 vykoupil z poddanství a zámek přešel do vlastnictví města, v němž již zůstal. Zámek následně pravděpodobně sloužil jako fara a následně jako kasárna, nemocnice nebo škola. Byli zde také ubytováni městští služebníci a důstojníci městské posádky.
Roku 1636 zámek zčásti vyhořel a byl rekonstruován a částečně přestavěn. Interiéry prodělaly úpravy v raně- a pozdněbarokním stylu. V roce 1911 získaly fasády zámku sgrafitovou bosáž a malby výjevů z dějin města, které vytvořil malíř Jano Köhler. V letech 1926–1928 bylo do zámku přesunuto Vlastivědné muzeum, které zde sídlí dodnes.
Archeologický nález při rekonstrukci zámečku v roce 2018 připouští existenci stavby koncem 15. století.

## Popis
Zámek se nachází pod svahem v centru města, východně od Masarykova náměstí. Je pokládán za nejstarší dochovanou budovu města. Je to jednopatrová budova, přibližně obdélného půdorysu. Fasády jsou pokryty hladkou omítkou, se sgrafitovou malbou. Přízemní místnosti mají většinou valeně zaklenuté stropy, místnosti v patře mají stropy ploché. Na jihovýchodní straně navazuje jednopatrový objekt z roku 2010.